# Ratolí marsupial àgil
El ratolí marsupial àgil (Antechinus agilis) és una espècie de petit marsupial carnívor de la família dels dasiúrids. És originari d'Austràlia.
El ratolí marsupial àgil és gairebé indistinguible del ratolí marsupial de Stuart, però és lleugerament més petit i el seu pelatge té una coloració més grisosa. S'alimenta principalment d'invertebrats, incloent-hi escarabats, aranyes i blatodeus, però també pot menjar-se petites sargantanes i baies toves. Entra en un estat de torpor en resposta a l'escassetat d'aliment. Com tots els membres del gènere Antechinus, el ratolí marsupial àgil té una temporada d'aparellament curta i violenta, després de la qual moren tots els mascles. Les femelles donen a llum després d'una gestació de 27 dies. Nia en grups de fins a vint individus.